# Buckelkopfbuntbarsch
Der Buckelkopfbuntbarsch (Steatocranus casuarius) ist ein Süßwasserfisch aus der Familie der Buntbarsche. Andere deutsche Namen sind Buckelkopfcichlide, Buckelkopfbarsch, Helmcichlide und Löwenkopf.

## Aussehen
Bei ausreichendem Nahrungsangebot entwickelt das Männchen ein erhebliches Fettpolster auf der Stirn, das mit fortschreitendem Alter sehr imposant werden kann. Das Weibchen ist oft wesentlich kleiner und hat nur einen kleinen Buckel.

## Lebensweise
Der Buckelkopfbuntbarsch kommt aus dem Kongobecken (unterer Kongo, Pool Malebo) und sollte nicht mit ostafrikanischen Buntbarschen verwechselt werden. Er lebt dort in schnell fließenden Flüssen und in den ruhigen Zonen von Stromschnellen in Höhlen und harten Pflanzen. Wegen dieses Lebensraumes hat sich seine Schwimmblase zurückentwickelt, wodurch seine ruckartige Schwimmweise zu erklären ist.
Der Fisch ist ein Allesfresser und lebt monogam. Er ist ein Höhlenbrüter und kann in Gefangenschaft bis zu zwölf Jahre alt werden.

## Aquaristik

### Verhalten
Der Buckelkopfbuntbarsch laicht in Höhlen wie Steinaufbauten und Kokosnussschalen. Dort schaut er oft stundenlang hinaus und wartet auf Futter. Hat er etwas gesichtet (z. B. eine Mückenlarve) greift er sich diese blitzschnell, um dann sofort wieder in seine Höhle zu verschwinden. Durch Gewöhnung können die Fische ihre Scheu verlieren.
Um sich in seinem Unterschlupf wohl zu fühlen, beginnt der Buckelkopfbuntbarsch sofort nach dem Einzug mit umfangreichen Buddelarbeiten. Besonders wenn sich Nachwuchs einstellt entfernt er, für bessere Rundumsicht die Pflanzen im Umkreis von etwa 20 cm Entfernung. Dadurch kann er eventuelle Feinde schneller erkennen und so die Brut besser schützen. Die Jungfische verbleiben längere Zeit nach dem Schlüpfen in der Höhle, bevor sie von den Eltern durch das Aquarium geführt werden. Dabei werden Fressfeinde von den Jungfischen ferngehalten.
Man kann die Buckelkopfbuntbarsche ohne große Probleme im Gesellschaftsaquarium halten. Neons und andere kleine Fische wie Guppies oder kleine Salmlerarten werden nicht als Beute betrachtet und nur weggejagt wenn diese sich der Höhle zu sehr nähern. Auch andere Buntbarsche wie Pelvicachromis pulcher (Purpurprachtbarsch) sind kein Problem, wenn das Aquarium groß genug ist, dass jede Buntbarschart ein eigenes Revier bilden kann. Dabei liefern sie sich, besonders mit männlichen Artgenossen, beeindruckende Drohgebärden an der Reviergrenze.

### Aquarium
Buckelkopfbuntbarsche benötigen einen leicht sauren pH-Wert, starke Strömung und sauerstoffreiches Wasser. Aber auch ein leicht alkalischer pH-Wert bis 8,0 ist für ihr Wohlbefinden ausreichend. Die Temperatur sollte 25 bis 28 Grad Celsius betragen.
Da der Buckelkopfbuntbarsch ein Grundbewohner ist und die meiste Zeit in seiner Höhle verbringt, kann auch ein relativ kleines Aquarium ab 60 cm Länge als ausreichend bezeichnet werden. Wichtig ist eine Höhle als Unterschlupf, die er ausbuddeln kann. Ein dunkler Grund wird bevorzugt. Eine Vergesellschaftung mit anderen Fischen bringt selten Probleme.
Wichtig ist eine ausreichende Versorgung mit Sauerstoff. Gerade in hohen Becken mit geringer Oberfläche und wenig Wasserbewegung können die Fische schnell an Sauerstoffmangel eingehen.